# Gesundheit
Gesundheit ist ein körperlicher und geistiger Zustand eines Menschen oder der Zustand einer Gruppe (bspw. Familiengesundheit, Bevölkerungsgesundheit). Dazu gibt es verschiedene Definitionen.  Das Wiedererlangen von Gesundheit wird als Gesunden oder Genesen bezeichnet. Der gesunde körperliche Zustand wird als Salubrität bezeichnet.

## Etymologie
Der Begriff leitet sich von althochdeutsch gisunt „wohlbehalten, lebendig, heil; Gesundheit“ her. Dieses kommt von germanisch sunto „rege, rüstig, gesund“. Es ist sprachlich verwandt mit „geschwind“, das sich von sṷento herleitet.

## Definitionen
Gesundheit ist ein in kultureller und historischer Hinsicht vielschichtiger Begriff. Je nach wissenschaftlicher Disziplin wird er unterschiedlich verstanden, und auch der subjektive Gesundheitsbegriff jedes Einzelnen variiert stark, z. B. abhängig von Alter, Geschlecht, Bildung und kulturellem Hintergrund. Einem naturwissenschaftlich verstandenen engen Begriff von Gesundheit nach dem bio-medizinischen Modell steht ein ganzheitlicher Begriff von Gesundheit gegenüber. Gesundheit kann sich auf den einzelnen Menschen beziehen und als Zustand des körperlichen wie geistigen Wohlbefindens oder der physischen und psychischen Funktions- und Leistungsfähigkeit begriffen werden. Gesundheit (lateinisch sanitas) kann auch als Gegenbegriff zu Krankheit (früher auch Ungesundheit, lateinisch insanitas genannt) gefasst werden und beschreibt dann den wünschenswerten „Normal“-Zustand (als normatives Konzept) als Abwesenheit von Krankheit. Aus soziologischer Perspektive lässt sich Gesundheit als die Möglichkeit der körperlichen und sozialen Rollenerfüllung definieren. Gesundheit kann auch auf ein Kollektiv, z. B. die Bevölkerung, bezogen werden und beschreibt dann das Ausmaß einer geringen Krankheitslast in einer Population.
Es gibt eine Vielzahl von Gesundheitsdefinitionen, die sich hinsichtlich ihrer grundlegenden Annahmen unterscheiden lassen. Die nachfolgende Aufzählung stellt einige davon vor:
- Definition der Weltgesundheitsorganisation:

„Gesundheit ist ein Zustand des vollständigen körperlichen, geistigen und sozialen Wohlergehens und nicht nur das Fehlen von Krankheit oder Gebrechen.“ (“Health is a state of complete physical, mental and social well-being and not merely the absence of disease or infirmity.”)
- Dem Philosophen Friedrich Nietzsche wird folgende Definition zugeschrieben:

„Gesundheit ist dasjenige Maß an Krankheit, das es mir noch erlaubt, meinen wesentlichen Beschäftigungen nachzugehen.“
- Nach dem Soziologen Talcott Parsons ist Gesundheit eine funktionale Voraussetzung von Gesellschaft.[8] Eine andere häufig zitierte Definition von Parsons lautet: „Gesundheit ist ein Zustand optimaler Leistungsfähigkeit eines Individuums, für die wirksame Erfüllung der Rollen und Aufgaben für die es sozialisiert worden ist.“[9]
- Gesundheitswissenschaftliche Definition:

In den Gesundheitswissenschaften wird häufig auf Antonovsky und dessen Konzept der Salutogenese Bezug genommen. Gesundheit wird nicht als normaler, passiver Gleichgewichtszustand (Homöostase) und nicht nur als Abwesenheit von Krankheit, sondern als labiles, aktives und sich dynamisch regulierendes Geschehen (Heterostase) und als einer der extremen Pole auf dem Kontinuum von Krankheit und Gesundheit verstanden. Gesundheit besitzt eine körperliche, psychische, soziale und ökologische Dimension und kann deshalb nicht alleine durch naturwissenschaftliche und medizinische, sondern muss zusätzlich auch durch psychologische, soziologische, ökonomische und ökologische Analysen erforscht werden. Von anderen Gesundheitswissenschaftlern wird Gesundheit in Anlehnung an die Definition der WHO verstanden als „Zustand des objektiven und subjektiven Befindens einer Person, der gegeben ist, wenn diese Person sich in den physischen, psychischen und sozialen Bereichen ihrer Entwicklung im Einklang mit den eigenen Möglichkeiten und Zielvorstellungen und den jeweils gegebenen äußeren Lebensbedingungen befindet.“ Im Verständnis von Hurrelmann ist Gesundheit ein angenehmes und durchaus nicht selbstverständliches Gleichgewichtsstadium von Risiko- und Schutzfaktoren, das zu jedem lebensgeschichtlichen Zeitpunkt immer erneut in Frage gestellt ist. Gelingt das Gleichgewicht, dann kann dem Leben Sinn und Freude abgewonnen werden, es ist eine produktive Entfaltung der eigenen Kompetenzen und Leistungspotentiale möglich, und es steigt die Bereitschaft, sich gesellschaftlich zu integrieren und zu engagieren. Hurrelmann definiert Gesundheit für das Englische an anderer Stelle als: “Health is composed of physical, psychological, and social aspects which influence each other reciprocally. Health is closely connected to individual and collective value systems and behaviour patterns which are manifest in personal life styles. It is a state of equilibrium which must be continuously maintained during the life course.”
- Pflegewissenschaftliche Definition:

Monika Krohwinkel identifiziert Wohlbefinden und Unabhängigkeit als subjektiv empfundene Teile der Gesundheit. „Krankheit und Gesundheit sind ‚dynamische Prozesse‘, die für die Pflege als Fähigkeiten und Defizite erkennbar sind.“
- Die Entwicklungspsychologie

beschäftigt sich mit subjektiven Gesundheitsdefinitionen von Kindern und Jugendlichen. Deren Begriff von Gesundheit ist abstrakt und wird in negativer Abgrenzung von Krankheit verstanden. Psychische Dimensionen („keine Sorgen haben“) sind jedoch bereits im Jugendalter wichtige Bestandteile des Begriffes von Gesundheit.
- Historische Definition von der Antike bis ins 19. Jahrhundert:

Im Konzept der Humoralpathologie ist Gesundheit Eukrasie (ein Gleichgewicht wohltemperierter Körpersäfte und Temperamente).

## Soziale Ungleichheit und Gesundheit
Sozialepidemiologische Untersuchungen belegen, dass Menschen aus sozioökonomisch besser gestellten Schichten in Deutschland gesünder sind und eine längere Lebenserwartung haben als Menschen, die über geringere Bildung, Einkommen und Berufsstatus verfügen. Es zeigen sich schichtspezifische Unterschiede beim Gesundheits- und Krankheitsverhalten, z. B. Ernährung oder Rauchen, was zu einer gesundheitlichen Ungleichheit, zu Unterschieden in der Mortalität und Morbidität führt. Die Gründe dafür liegen nach Mielck in
- Unterschieden in den gesundheitlichen Belastungen, z. B. Belastungen am Arbeitsplatz,
- Unterschieden in den Bewältigungsressourcen, z. B. soziale Unterstützung, und
- Unterschieden in der gesundheitlichen Versorgung, z. B. Arzt-Patient-Kommunikation.

Die Frage nach einem gesunden Leben ist aus der Perspektive der Ungleichheitsforschung nicht nur eine gesundheits-, sondern stets auch eine sozialpolitische und in Bezug zur Gesundheit die „ein hohes Gut, aber keine Ware“ darstellt, auch ethische Frage.